# Nội các Vladimir Lenin
Sau Cách mạng Tháng Mười, Vladimir Lenin trở thành người đứng đầu chính phủ mới của Cộng hòa Xã hội chủ nghĩa Xô viết Liên bang Nga, được biết đến với tên chính thức là Hội đồng Nhân dân.

## Hội đồng nhân dân
Hội đồng ủy nhân dân Nga Xô viết (tiếng Nga: Совет народных комиссаров РСФСР) là nội các chính phủ của Cộng hòa Xã hội chủ nghĩa Xô viết Liên bang Nga (Nga Xô viết) từ năm 1917 thông qua năm 1946, khi nó được đổi tên thành Hội đồng Bộ trưởng Nga Xô viết. Tuy nhiên, theo sau Tuyên bố về việc thành lập Liên Xô vào năm 1922, các quyền lực nhà nước của tổ chức này đã phần nào được thay thế bởi Hội đồng Ủy ban Nhân dân Liên Xô.
Đến tháng 9 năm 1917, các hội đồng (người Xô viết) của công nhân, nông dân và binh lính đã có được sức mạnh chính trị và quân sự đáng kể. Các nhà lãnh đạo của Liên Xô Petrograd âm mưu lật đổ Chính phủ lâm thời Nga; cuộc nổi dậy bắt đầu vào ngày 7 tháng 11 năm 1917, khi các đơn vị Hồng vệ binh chiếm được Cung điện Mùa đông. Vào ngày hôm sau, 8 tháng 11 năm 1917, Đại hội Xô viết toàn Nga lần thứ hai đã công nhận thành công của cuộc nổi dậy, và chính thức thành lập chính phủ mới phản ánh việc chiếm đóng của Liên Xô bởi những người Bolshevik.
Chính phủ được chính thức gọi là Hội đồng Nhân dân (Совет народных комммиссаров), viết tắt là Sovnarkom (Совнарком). Đó là Leon Trotsky ai đã nghĩ ra hội đồng và ủy tên, do đó tránh được nhiều hơn "tư sản" điều khoản, tướng và nội các.
Nhân dân ủy (tiếng Nga: Народный комиссар, đã Latinh hoá: Narodny komissar hoặc Narkom) đóng vai trò là bộ trưởng của chính phủ; do đó một bộ được gọi là Commissariat nhân dân (tiếng Nga: Народный комиссариат, đã Latinh hoá: Narodny komissariat, viết tắt là narkomat).